# Premier League (2004/2005)
Barclays Premiership 2004/2005 była trzynastą edycją najwyższej klasy rozgrywkowej w Anglii. Mistrzem została Chelsea, a królem strzelców został Thierry Henry z 25 trafieniami.

## Drużyny
| Uczestnicy poprzedniej edycji                                                                                 | Uczestnicy poprzedniej edycji | Uczestnicy poprzedniej edycji | Uczestnicy poprzedniej edycji |
| --- | ----------------------------- | ----------------------------- | ----------------------------- |
| ARS | Arsenal                       | 1                             |                               |
| CHE | Chelsea                       | 2                             |                               |
| MNU | Manchester United             | 3                             |                               |
| LFC | Liverpool                     | 4                             |                               |
| NEW | Newcastle United              | 5                             |                               |
| AST | Aston Villa                   | 6                             |                               |
| CHA | Charlton Athletic             | 7                             |                               |
| BOL | Bolton Wanderers              | 8                             |                               |
| FUL | Fulham                        | 9                             |                               |
| BIR | Birmingham City               | 10                            |                               |
| MID | Middlesbrough                 | 11                            |                               |
| SOT | Southampton                   | 12                            |                               |
| POR | Portsmouth                    | 13                            |                               |
| TOT | Tottenham Hotspur             | 14                            |                               |
| BLR | Blackburn Rovers              | 15                            |                               |
| MNC | Manchester City               | 16                            |                               |
| EVE | Everton                       | 17                            |                               |
| Awans z First Division                                                                                        |                               |                               |                               |
| NOR | Norwich City                  | 1                             |                               |
| WBA | West Bromwich Albion          | 2                             |                               |
| po barażach                                                                                                   |                               |                               |                               |
| CRY | Crystal Palace                | 6                             |                               |
| Oznaczenia: - kolumna pierwsza – skróty nazw drużyn, - kolumna trzecia – miejsce zajęte w poprzednim sezonie. |                               |                               |                               |

## Tabela
| Lp. | Drużyna              | M  | Z  | R  | P  | Bramki | Bramki | Różn. | Pkt | Uwagi                                         |
| --- | -------------------- | -- | -- | -- | -- | ------ | ------ | ----- | --- | --------------------------------------------- |
| 1   | Chelsea              | 38 | 29 | 8  | 1  | 72     | 15     | +57   | 95  | Liga Mistrzów UEFA • Faza grupowa             |
| 2   | Arsenal              | 38 | 25 | 8  | 5  | 87     | 36     | +51   | 83  | Liga Mistrzów UEFA • Faza grupowa             |
| 3   | Manchester United    | 38 | 22 | 11 | 5  | 58     | 26     | +32   | 77  | Liga Mistrzów UEFA • III runda kwalifikacyjna |
| 4   | Everton              | 38 | 18 | 7  | 13 | 45     | 46     | −1    | 61  | Liga Mistrzów UEFA • III runda kwalifikacyjna |
| 5   | Liverpool1           | 38 | 17 | 7  | 14 | 52     | 41     | +11   | 58  | Liga Mistrzów UEFA • I runda kwalifikacyjna   |
| 6   | Bolton Wanderers     | 38 | 16 | 10 | 12 | 49     | 44     | +5    | 58  | Puchar UEFA • Faza grupowa                    |
| 7   | Middlesbrough        | 38 | 14 | 13 | 11 | 53     | 46     | +7    | 55  | Puchar UEFA • Faza grupowa                    |
| 8   | Manchester City      | 38 | 13 | 13 | 12 | 47     | 39     | +8    | 52  |                                               |
| 9   | Tottenham Hotspur    | 38 | 14 | 10 | 14 | 47     | 41     | +6    | 52  |                                               |
| 10  | Aston Villa          | 38 | 12 | 11 | 15 | 45     | 52     | −7    | 47  |                                               |
| 11  | Charlton Athletic    | 38 | 12 | 10 | 16 | 42     | 58     | −16   | 46  |                                               |
| 12  | Birmingham City      | 38 | 11 | 12 | 15 | 40     | 46     | −6    | 45  |                                               |
| 13  | Fulham               | 38 | 12 | 8  | 18 | 52     | 60     | −8    | 44  |                                               |
| 14  | Newcastle United     | 38 | 10 | 14 | 14 | 47     | 57     | −10   | 44  | Puchar Intertoto • III runda                  |
| 15  | Blackburn Rovers     | 38 | 9  | 15 | 14 | 32     | 43     | −11   | 42  |                                               |
| 16  | Portsmouth           | 38 | 10 | 9  | 19 | 43     | 59     | −16   | 39  |                                               |
| 17  | West Bromwich Albion | 38 | 6  | 16 | 16 | 36     | 61     | −25   | 34  |                                               |
| 18  | Crystal Palace       | 38 | 7  | 12 | 19 | 41     | 62     | −21   | 33  | Spadek do Football League Championship        |
| 19  | Norwich City         | 38 | 7  | 12 | 19 | 42     | 77     | −35   | 33  | Spadek do Football League Championship        |
| 20  | Southampton          | 38 | 6  | 14 | 18 | 45     | 66     | −21   | 32  | Spadek do Football League Championship        |